# 寿岳しづ
寿岳 しづ（じゅがく しづ、1901年10月13日 - 1981年6月27日）は、日本の英文学者、随筆家。

## 経歴
大阪市生まれ。旧本名・岩橋 静子。梅田高等女学校中退。
日本ライトハウスの創始者で愛育事業を行った岩橋武夫の妹。兄武夫が早稲田大学在学中に失明し関西学院に転じたため、兄の杖がわりとなって一緒に通学、ノートをとるなどして助けた。
英文学者・寿岳文章と結婚。1927年に小説『朝』を発表した後、1933年に居を京都府向日市に移した。1937年、ウィリアム・ハドソンの『はるかな国・とほい昔』を翻訳するなど、文筆活動に活躍。
文章とともに和紙の研究を行い、1943年に共著『紙漉村旅日記』を私家版で刊行。戦後は平和・女性運動に携わり、市川房枝の婦人運動に参加、京都の「憲法を守る婦人の会」代表幹事、「明るい民主府政を進める婦人の会」代表委員を務めた。国語学者で社会運動家の寿岳章子は長女、天文学者・寿岳潤は長男。

## 著作
- 『朝』（岩波書店） 1927
- 『歳月を美しく』（靖文社） 1947
- 『荒野に歌ふ』（西村書店） 1948

### 文章との共著
- 『向日版だより』（私家版） 1943
- 『紙漉村旅日記』（私家版） 1943、のち講談社文芸文庫
  - 『紙漉村旅日記』（明治書房） 1944
- 『樫と菩提樹』（白凰社） 1966
- 「寿岳文章・しづ著作集」全6巻 （春秋社） 1970
  1. 『朝・歳月を美しく』
  2. 『ある夫婦の記録』
  3. 『よき人を語る』
  4. 『美しきもの』
  5. 『紙漉村旅日記 他』
  6. 『書物の共和国』

## 翻訳
- 『はるかな国・とほい昔』（ハドスン、岩波文庫） 1937
- 『わが心の記』（ヂェフリーズ、岩波文庫） 1939
- 『四人の少女 第1部』（オールコット、岩波文庫） 1949
- 『四人の少女 第2部』（オールコット、岩波文庫） 1952
- 『博物学者の本』（ハドソン、講談社、世界の名作図書館） 1966